# Пластичне число
У математиці пластичне число (також відоме як пластична константа) — це єдиний дійсний корінь рівняння
{\displaystyle x^{3}=x+1.\;}
Його числове значення
{\displaystyle \rho ={\sqrt[{3}]{{\frac {1}{2}}+{\frac {1}{6}}{\sqrt {\frac {23}{3}}}}}+{\sqrt[{3}]{{\frac {1}{2}}-{\frac {1}{6}}{\sqrt {\frac {23}{3}}}}},}
приблизно дорівнює 1,32471795724474602596090885447809734073440405690173336453401505030282785124554759405469934798178728032991 … (цифри утворюють послідовність A060006 з Онлайн енциклопедії послідовностей цілих чисел, OEIS).
Пластичне число іноді також називають срібним числом, але частіше цю назву використовують для срібного перетину {\displaystyle 1+{\sqrt {2}}}.
Назву пластичне число (спочатку нідерландською plastische getal) дав 1928 року Ганс ван дер Лаан. На відміну від назв золотого і срібного перетинів, слово, пластичний не мало ніякого стосунку до якоїсь речовини, а більше стосувалося того, що йому можна надати тривимірної форми (Padovan 2002; Shannon, Anderson, and Horadam 2006).

## Властивості
Пластичне число є границею відношення послідовних членів послідовностей Падована і Перрена і має для них такий самий сенс, як золотий перетин для послідовності Фібоначчі і срібний перетин для чисел Пелля.
Пластичне число також є коренем рівнянь:
{\displaystyle x^{5}=x^{4}+1}
{\displaystyle x^{5}=x^{2}+x+1}
{\displaystyle x^{5}=x^{4}+x^{3}-x}
{\displaystyle x^{6}=x^{2}+2x+1}
і т. д.
Пластичне число подається у вигляді нескінченно вкладених радикалів:
{\displaystyle \rho ={\sqrt[{3}]{1+{\sqrt[{3}]{1+{\sqrt[{3}]{1+{\sqrt[{3}]{\cdots }}}}}}}}}.

### Теорія чисел
Оскільки пластичне число має мінімальний многочлен x3 − x − 1 = 0, воно також є коренем поліноміальних рівнянь p(x) = 0 для всіх поліномів p, кратних x3 − x − 1, але не будь-яких інших поліномів з цілими коефіцієнтами. Оскільки дискримінант його найменшого полінома дорівнює −23, його поле розкладу над полем раціональних чисел є ℚ(√−23, ρ). Це поле також є полем класів Гільберта ℚ(√−23).
Пластичне число є найменшим числом Пізо. Його спряженими елементами є
{\displaystyle \left(-{\tfrac {1}{2}}\pm {\tfrac {\sqrt {3}}{2}}i\right){\sqrt[{3}]{{\tfrac {1}{2}}+{\tfrac {1}{6}}{\sqrt {\tfrac {23}{3}}}}}+\left(-{\tfrac {1}{2}}\mp {\tfrac {\sqrt {3}}{2}}i\right){\sqrt[{3}]{{\tfrac {1}{2}}-{\tfrac {1}{6}}{\sqrt {\tfrac {23}{3}}}}}\approx -0.662359\pm 0.56228i,}
з модулем ≈ 0.868837 (послідовність A191909 з Онлайн енциклопедії послідовностей цілих чисел, OEIS). Це значення також дорівнює 1/√ρ оскільки добуток трьох коренів мінімального многочлена дорівнює 1.

### Тригонометрія
Пластикове число можна записати за допомогою гіперболічного косинуса (cosh) та його оберненої функції:
{\displaystyle \rho ={\tfrac {1}{c}}\cosh \left({\tfrac {1}{3}}\cosh ^{-1}(3c)\right),\qquad c=\cos \left({\tfrac {2\pi }{12}}\right)=\sin \left({\tfrac {2\pi }{6}}\right)={\tfrac {\sqrt {3}}{2}}\,.}

### Геометрія

Three partitions of a square into similar rectangles

Існує рівно три способи поділу квадрата на три подібні прямокутники:
1. Тривіальним випадком є три конгруентні прямокутники із відношенням сторін 3:1.
2. Розв'язок, за якого два з трьох прямокутників однакові, а третій має подвоєні, порівняно з ними, довжини сторін; відношення сторін 3:2.
3. Розв'язок за якого всі три прямокутники мають різні розміри і відношення сторін ρ2. Відношення лінійних розмірів трьох прямокутників: ρ (великий: середній), ρ2 (середній: малий) і ρ3 (великий: малий). Внутрішня довга сторона найбільшого прямокутника (лінія розрізу квадрата) ділить два з чотирьох ребер квадрата на два відрізки, відношення довжин яких дорівнює ρ. Внутрішня коротка сторона середнього прямокутника і довга сторна малого прямокутника ділить одну з інших сторін квадрата на два відрізки, відношення довжин яких дорівнює ρ4.

Той факт, що прямокутник з відношенням сторін ρ2 можна використати для розрізання квадратів на подібні прямокутники, еквівалентний алгебраїчній властивості числа ρ2 пов'язаній з теоремою Рауса — Гурвіца: всі спряжені з ним числа мають додатну дійсну частину.